# 後鳥羽院尊儀
後鳥羽院尊儀とは、広島県三次市作木町香淀に存在する墓碑である。

## 概要
作木町香淀字川毛の市道淀峠線沿いにある角石塔である。
史書によると、承久の乱の後、後鳥羽上皇は大坂から播磨国を経由して、船坂峠を越えて備前国院庄を通過して、美作国、伯耆国へと抜けて、隠岐の島へ流されたことになっている。
しかし、鎌倉幕府が上皇が地方の豪族に奪還されることを警戒して替え玉を用意し、本当の流刑ルートがあった、という説もある。
付近の大山の天王山には、「後鳥羽院御陵」と呼ばれる陵（自然石）が存在する。標識を目印にして、市道香淀三次線から石段を上がると木立の中に存在する。
『大山国郡志』では，後鳥羽上皇崩御の地と伝えられ、『浄円寺文書』では，上皇が隠岐の島からこの地で崩御し、「花後林見天雲鳳皇」という法名を与えられたとなっている。
周辺の地域には，上皇ゆかりの名称として「ゆかん岩」・「はいばら」・「番僧」・「多宝茶」などがある。

## 交通
- 西日本旅客鉄道三江線式敷駅